# José Chocano
José Chocano Cornejo (Moquegua, 5 dicembre 1929 – 19 novembre 2023) è stato un cestista peruviano.

## Carriera
Con il Perù ha disputato i Campionati mondiali del 1954.